# Hržič
Hržič je priimek več slovenskih osebnosti:
- Aleksander Hržič (1922-2008), agronom
- Gustav Hržič (1886-1968), inž.
- Ivan Hržič - Dušan (1919-1945), partizan, politični komisar
- Majda Hržič Knafeljc (*1933), fizičarka, seizmologinja
- Rok Hržič (*1990), zdravnik epidemiolog (Univ. v Maastrichtu)